# Râul Dobra, Sebeș
Râul Dobra este un curs de apă, afluent al râului Sebeș. 